# حجر ملول (الصخرة)
حجر ملول هو دُوَّار يقع بجماعة برارحة، إقليم تازة، جهة فاس مكناس في المملكة المغربية. ينتمي الدوّار لمشيخة الصخرة التي تضم 3 دواوير. يقدر عدد سكانه بـ 903 نسمة حسب الإحصاء الرسمي للسكان والسكنى لسنة 2004.

## روابط خارجية
- البوابة الوطنية للجماعات الترابية نسخة محفوظة 12 مارس 2018 على موقع واي باك مشين.
- المندوبية السامية للتخطيط